# السراب (فلم)
السراب فيلم دراما مصري من إنتاج سنة 1970، الفيلم مبني على رواية نجيب محفوظ والتي تحمل نفس الإسم، وهو من إخراج أنور الشناوي، وسيناريو علي الزرقاني، وإنتاج ماجدة، ومن بطولة ماجدة، ونور الشريف، وعقيلة راتب، وتحية كاريوكا، وعباس فارس، مع ضيف الشرف رشدي أباظة.

## قصة الفيلم
يتزوج الثري "كامل" من "رباب" التي تكتشف بعد الزواج أنه عاجز جنسيًا، فيلجأ للدكتور "أمين" من أجل علاجه، ويتضح للطبيب أن "كامل" شاب خجول ومنطوي يعيش مع أمه بعد أن انفصلت عن والده وبذلك يلتصق بها التصاقًا كاملًا ويرتبط الجنس بنمط معين لا يستطيع الخروج عنه رغم محاولاته الدائمة.

## طاقم التمثيل
- ماجدة بدور "رباب"
- نور الشريف بدور "كامل"
- عقيلة راتب بدور "إقبال"
- تحية كاريوكا بدور "عنايات"
- عباس فارس بدور جد "كامل"
- رشدي أباظة بدور الدكتور "أمين" (ضيف شرف)
- عزيزة حلمي بدور والدة "رباب"
- زينات صدقي بدور "أم مصطفى"
- محمد أباظة بدور "محمد جبر"
- ميمي جمال بدور "نهى"

## وصلات خارجية
- مقالات تستعمل روابط فنية بلا صلة مع ويكي بيانات